# Parapotes reticulatus
Parapotes reticulatus är en insektsart som beskrevs av Géza Horváth 1897. Parapotes reticulatus ingår i släktet Parapotes och familjen dvärgstritar. Enligt den finländska rödlistan är arten starkt hotad i Finland. Enligt den svenska rödlistan är arten otillräckligt studerad i Sverige. Arten förekommer i Götaland. Artens livsmiljö är strandängar vid Östersjön. Inga underarter finns listade i Catalogue of Life.